# Johan Tobias Sergel
Johan Tobias Sergel, egentlig Sergell, (28. august 1740 – 26. februar 1814) var en svensk billedhugger, maler, illustrator og ridder af Vasaordenen.
Opkaldt efter ham er Sergels Torg, Sergelarkaden og Sergelgatan i Stockholm og Sergels väg i Malmø. Han var søn af et tysk kunstnerpar, hofbroderer Christopher og Elisabeth Sergell Swyrner, der flyttede til Sverige året før deres søn blev født. Hans søstre, Maria og Anna Brita Sofia, var også hofbroderere.
Sergel talent blev opdaget tidligt, og han blev undervist af Jean Eric Rehn og Jacques Adrien Masreliez. I 1757 begyndte han hos den fra Frankrig indkaldte Pierre Hubert L'Archevêque, som skabte statuen af Gustav II Adolf på Gustav Adolf Torg. Han hjalp ham også med to statuer til kongeslottet. En anden vigtig begivenhed i hans tidlige udvikling var hans møde med kobberstikker Per Floding, der introducerede ham i nyklassicismen.

## Paris, Rom, Napoli
I en alder af nitten år var Sergel fastlønnet på Kungliga slottsbyggnadsstaten, og to år senere modtog han Ritareakademiens (tegneakademiets) store guldmedalje. I 1767 kunne han med 3000 daler i sølv tage til Paris, Rom og Napoli. I et år fordybede hans sig i de gamle kunstværker og skabte ikke noget. Skulpturer fra hans ophold i udlandet omfatter hans første selvstændige værk Vattennymfen, Vilande Faun og Den döende Otryades. Ludvig 15. af Frankrig bestilte en statue af Amor og Psyke, men kongen døde, mens arbejdet kun var halvt fuldendt. Det blev købt af Gustav III, som viste stadig stigende interesse for den lovende kunstner.

## Stockholm
Efter tolv år blev han kaldt til Sverige af kong Gustav III. Noget modstræbende rejste han til Stockholm – han var netop blevet valgt som medlem af Det Franske Kunstakademi – og blev udnævnt til kongelig billedhugger. Han havde også fået tilbud af Katharina 2. af Rusland om at bosætte sig i Rusland, men afslog tilbuddet. Den yndige statue af Amor og Psyche blev færdiggjort. I 1780 blev han professor på Kungliga Akademien för de fria konsterna og i 1782 ridder af Vasaordenen. Trods den uhørte succes og mange amourøse eventyr var Sergel til tider melankolsk og kæmpede med selvmordstanker.

## Anna Rell
En afgørende ændring i hans liv skete i 1783, da han mødte værtshuspigen Anna Rell Hellström. Hun blev hans elskerinde, og deres kærlighedsmøder beskrev han i en række humoristiske og stærkt erotiske tegninger. Men han skildrede også familielivet. Efter en rejse med kong Gustav III flyttede Sergel og Anna Rell til en atelierlejlighed i det senere Sergelhuset i Kvarteret Beridarebanan syd for Hötorget i Stockholm. Hun fødte ham fire børn, hvoraf to overlevede. Tiden med hende og børnene var den lykkeligste i hans liv. Hun døde 1796.
Han blev meget gode venner med Carl Michael Bellman og de danske malere Nikolaj Abildgaard og Jens Juel. Alle tre optræder på Sergels fine karikaturtegninger ofte godt beskænkede.
I de sidste atten år af sit liv blev han både hovintendent (ceremonimester) og adlet. Han blev begravet på Adolf Fredriks Kirkegård i Stockholm.

## Sergels arbejder
Nogle af Sergels statuer og skitser – både i ler og på papir – findes på Sveriges førende museer. På Hotel Sergel Plaza på Brunkebergstorg 9 i Stockholm findes afstøbninger af hans værker og originale tegninger og breve. Sergel er også repræsenteret i Bonniers Portræt Samling.
- Gustav III:s statue på Skeppsbron i Stockholm. Kongen er iført den svenske skærgårdsflådes uniform hjemvendt fra den russiske krig. Han skænker fredens olivengren til Stockholms borgere. Afsløret i 1808
- selvportræt fra 1793. I favnen holder han Gustaf, og til venstre står Gustavs mor, Anna-Rella Hellström
- Tobias Sergels gravsted, Adolf Fredriks kyrkogård
- Göran Strååts statue af Sergel står der, hvor hans atelier lå.